# 青木宣親
青木 宣親（あおき のりちか、1982年1月5日 - ）は、宮崎県日向市出身の元プロ野球選手（外野手）。右投左打。
愛称は「ノリ」（英: Nori）、「ノリさん」
NPB史上唯一の2度のシーズン200安打達成者（2005年、2010年）であり、日米通算2730安打（NPB15年 1956安打、MLB6年 774安打）を記録している。また、NPB歴代4位のシーズン安打記録（209安打）を保持する。

## 経歴

### プロ入り前
日向市立日知屋小学校に入学した後に兄の影響で1年生時から正式に全日知屋スポーツ少年団の一員となり、6年生時には投手として県大会優勝を果たす。しかし日向市立富島中学校ではチームがそれほど強くなく、県大会の上位進出は果たせなかった。宮崎県立日向高等学校では2年生時からエースとなり、3年生時の1999年春季九州大会では県予選を勝ち抜くが、2回戦で東海大五高に9回裏サヨナラ負け。同年夏の宮崎大会は準々決勝で鵬翔高に敗れた。早稲田大学人間科学部スポーツ科学科（現・スポーツ科学部）に指定校推薦で進学。本人は「とにかく勉強するよりなかった」と語っている。高校時代に肩を壊したため、大学では野手へ転向した。
早大の同期には鳥谷敬・比嘉寿光・由田慎太郎、1学年上には和田毅、1学年下には田中浩康、2学年下には武内晋一・越智大祐がおり、後に6人全員がプロ入りした強力打線「1番・田中、2番・青木、3番・鳥谷、4番・比嘉、5番・武内、6番・由田」でチャンスメーカーとして活躍し、早稲田大学野球部史上初のリーグ戦4連覇に貢献している。2002年の3年春の東京大学1回戦では5打数5安打5打点1四球の活躍で、1試合6得点という六大学野球記録を達成した。同年の東京六大学野球秋季リーグ戦では、打率.436で首位打者のタイトルを獲得した。同リーグにおいて、ベストナインを3回受賞している。通算58試合出場で190打数63安打（打率.332）、0本塁打、20打点。この大学時代、鳥谷を視察に来たヤクルトスカウト陣が足の速いセンターであった青木に着目し、ドラフト指名に繋がった。
2003年11月19日に行われたドラフト会議でヤクルトスワローズから4巡目指名を受け、入団した。背番号は23。なお、当時横浜ベイスターズ監督山下大輔はヤクルトより上位指名できるという情報を得たので獲れないかとフロントに進言したが同じタイプの選手（田中一徳）がいるからと断られたという。

### ヤクルト時代

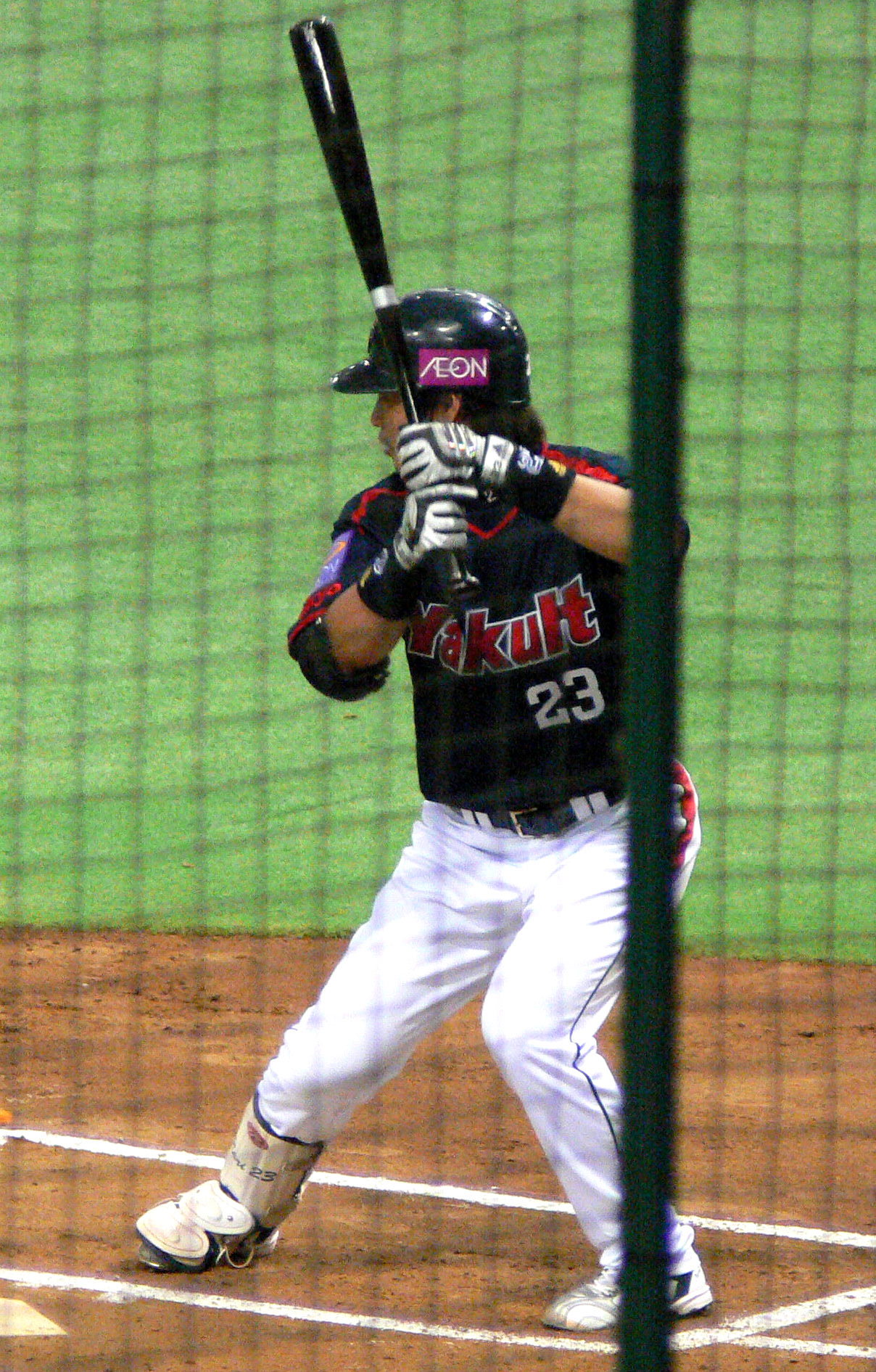
ヤクルト時代（2006年）

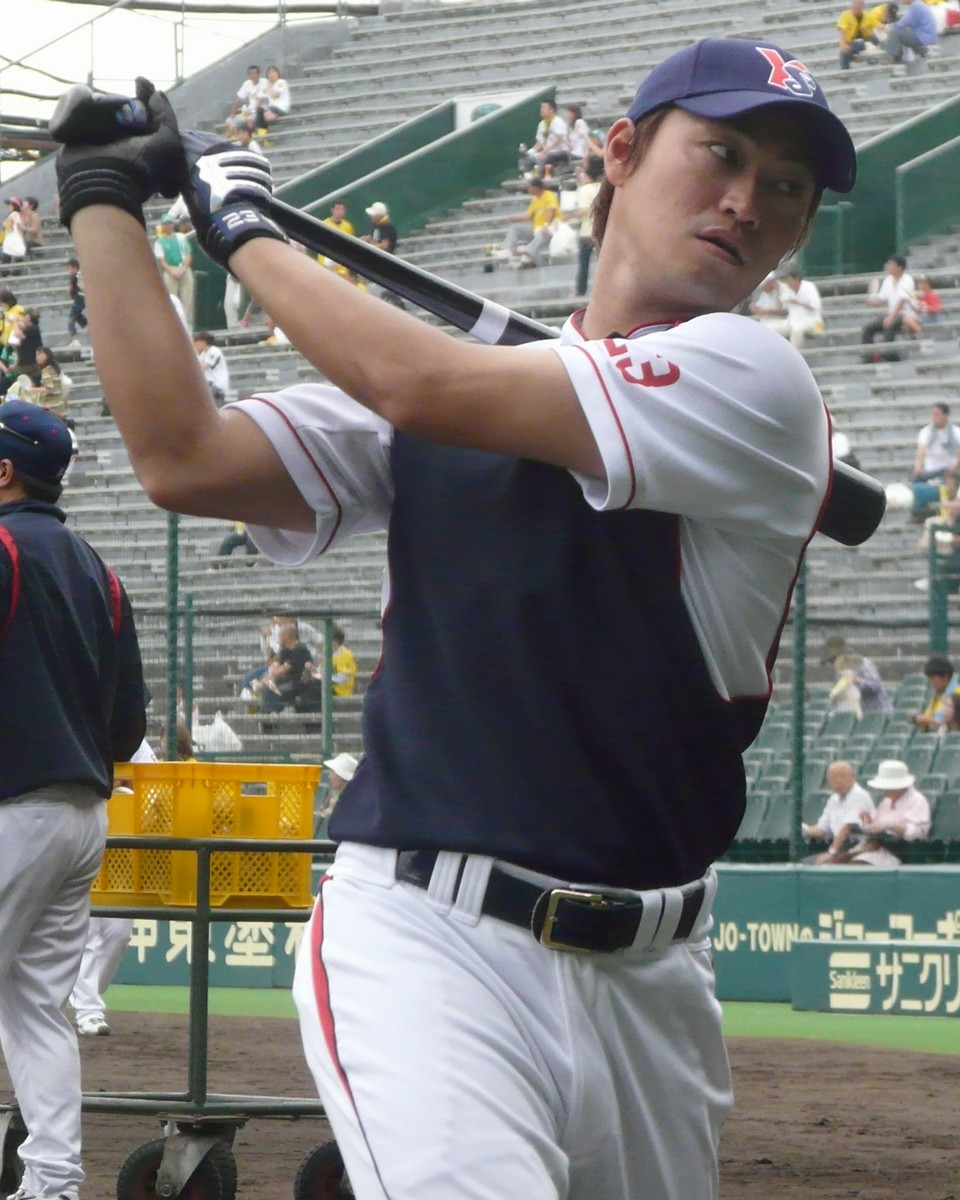
ヤクルト時代（2008年）

2004年は一軍での出場は10試合に終わったものの、二軍では打率.372でイースタン・リーグ首位打者と最高出塁率を獲得。リーグ2位の21盗塁を記録した。同年のフレッシュオールスターゲームではMVPを獲得した。
2005年は稲葉篤紀の移籍により手薄になった外野手争いで台頭し、開幕から中堅手のレギュラーに定着。序盤は主に2番を任されたが低打率で三振を量産していた。徐々に安打が出始めると6月からは宮本慎也と入れ替わりで1番に定着した。10月6日にはセ・リーグ記録の192安打を更新し、11日にはイチロー以来史上2人目となるシーズン200安打を達成。最終的には210安打に届かなかったものの、プロ野球新記録のシーズン169単打を記録するなど、202安打を放って最多安打、打率.344でセ・リーグ首位打者、新人王にも選出された。
2006年1月1日に放送されたスポーツマンNo.1決定戦の「ショットガン・タッチ」で世界新記録となる13m60cmを記録。パワーフォースでもNo.1を獲得し、総合3位に輝いた。シーズンでは全146試合に「1番・中堅手」で出場。7月21日に行われたオールスターゲームの第1戦（神宮球場）では松坂大輔から先頭打者で安打を放ち、吉井理人から本塁打を打つなどしMVPを獲得した。最終的には首位打者こそ逃したものの打率.321を記録。両リーグトップの192安打を放ち2年連続の最多安打、41盗塁で赤星憲広の6年連続を阻止し自身初の盗塁王のタイトルを獲得。課題であった三振が減少、四球、本塁打、打点が増加し、出塁率も大幅に向上した。得点圏打率.399はリーグトップであった。
2007年7月10日に出場373試合目での史上最速500安打を達成。チームメイトのアレックス・ラミレスとシーズン終盤までハイレベルな首位打者・最多安打争いを繰り広げ、リーグ4位の80四球と警戒されながら、最終的にラミレスの打率.343をわずかに上回る打率.346で2度目の首位打者と初の最高出塁率のタイトルを獲得。安打数はリーグ1位のラミレスの204安打に次ぐ193安打を記録。また3年連続100得点以上となる114得点でリーグ最多得点を記録。本塁打も20本の大台に乗せ、長打率は初めて5割を超えた。2番が犠打の少ないアダム・リグスから犠打の多い田中浩康に変わったことにより出塁後に犠打による進塁のパターンが増えたため、盗塁数は41から17と激減した。前年まで3番だった岩村明憲の移籍や俊足の飯原誉士の台頭などで、シーズン中は1番だけでなく2番・3番での起用されることもあった。10月7日に行われた古田敦也の引退試合では1番田中浩康・2番アーロン・ガイエル・3番ラミレス・4番青木・5番古田と打順が組み替えられ、プロ入り後初めて4番打者として出場した。シーズンオフには足の回転を速くする新たなバッティングフォームに変えている。
2008年5月5日に脇腹痛で初の怪我による登録抹消を経験するが、5月29日に復帰してからは着実に安打を積み重ね、例年以上の高打率を記録。同じく杉村繁の指導を受けた経験のある内川聖一と共に首位打者争いを繰り広げた。西武から移籍した福地寿樹が1番打者として定着したため、シーズンでは主に3番打者として起用された。得点圏打率が前年より下がり、首位打者・最高出塁率も内川に譲ったものの、自己最高の打率.347を記録。規定打席到達者でリーグ最少の47三振と安定感を見せ、チームでは盗塁王に輝いた福地に次ぐ31盗塁も記録した。
2009年は、前年オフからWBCの調整のために休むことなくトレーニングを続け体を痛め、調整が上手く出来なかった影響でレギュラー定着以降では初めての大不振に陥り、前半戦を通した打率は.249と大きく低迷。更に怠慢守備も指摘され、一時期は福地との配置転換で左翼手に回される（後述）など苦しんだ。不振に喘ぐ中、ファン投票でオールスターゲームに4年連続で選出され、第1戦では9回に武田久から逆転2点本塁打を放って自身2度目のオールスターMVPを獲得。そしてオールスター明けの後半戦からバットを変えるなどの試行錯誤を繰り返した結果、打率4割台と復活を遂げた。8月11日対横浜戦ではサヨナラ打を放ち、終盤には4番を務めるなど勝負強さを発揮し、チーム3年ぶりのAクラスの確保、初のクライマックスシリーズ出場に貢献した。打率は.303と5年連続で3割以上を保ち、前年苦手としていた得点圏打率も.307を記録し、出塁率.400で自身2度目の最高出塁率のタイトルを獲得した。中日とのクライマックスシリーズファーストステージでは全試合「4番・中堅手」で出場し、1戦目と3戦目で3本の適時打を記録したが、3点を追いかける3戦目の最終回二死一・二塁の場面で岩瀬仁紀の前に空振り三振を喫した。シーズン終了後にテレビ東京のアナウンサー・青木佐知（旧姓・大竹）と結婚し、11月5日に痛みの原因だった両足首三角骨を摘出するために手術を受けた。岩村明憲の退団後から球団より背番号「1」への変更を打診され続けていたが、ヤクルトの背番号1番はこれまで若松勉、池山隆寛、岩村明憲といった生え抜きスターが背負ってきた名誉ある背番号であるため、青木が時期尚早と固辞し続けていた。しかし、12月3日、若松の殿堂入りを祝う会に出席したことをきっかけに、「若松さんのように人望の厚い、たくさんの人から愛される選手になりたい」と2010年から背番号1を背負うことを決意した。
2010年は開幕から3番打者で起用され、開幕直後は打撃好調であったが4月半ばからは不振に陥った。チームも4月末に最下位に沈むと、5月26日に借金が19まで膨れ上がり高田繁監督が休養を発表。監督代行に青木の入団時に二軍監督を務めていた小川淳司が就任し、就任直後から1番打者に固定されると次第に復調し、その後はハイペースで安打を重ねていった。7月4日の対中日戦（こまちスタジアム）ではセ・リーグ史上最速となる出場770試合目で通算1000安打を達成した。9月には出場全試合で安打を放ち月間打率.420を記録するなど月間MVPを受賞する活躍を見せ、26日の対中日戦（神宮球場）で日本プロ野球史上初となる2度目のシーズン200安打を達成。最終的には2005年に記録した202安打を更新し、歴代3位（当時）となる209安打を放った。また自己最高の打率.3584を記録し、自身3度目となる首位打者を獲得すると同時に、若松勉の持つシーズン打率.3583の球団記録を更新。この年は出塁率、OPSにおいても自己最高の数字を記録した。
2011年は全試合に出場したが、この年より導入された統一球の影響からかシーズン当初より不調が続いた。最終的に安打数こそセ・リーグ2位の170本を記録したが打率は.292に終わり、6年連続で継続していたシーズン打率3割の記録が途切れた。この年までの日本での通算打率は.329だが、通算4000打数以上が条件である通算打率へのランクインには100打数足りていない（日本球界復帰後の2018年に通算4000打席に到達）。10月28日に第1子である長女が誕生。11月10日にはポスティングシステムを行使してのMLB挑戦を表明。12月18日に250万ドルでミルウォーキー・ブルワーズが交渉権を得たことが発表された。

### ブルワーズ時代

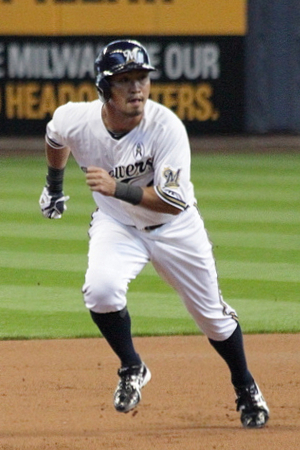
ブルワーズ時代（2013年）

2012年1月にアリゾナ州メリーベールの球団施設でワークアウトを受け、球団首脳のプレーチェックを受けた。17日に交渉が纏まり、総額250万ドルの2年契約（3年目は年俸190万ドルの球団オプション）でブルワーズへの入団が決定。背番号は7。それまで着けていた背番号「1」はコーリー・ハートが、「23」はリッキー・ウィークスがそれぞれ着けていたため、それ以外の空き番号から選ぶ必要があった。スプリングトレーニングでは27試合の出場で打率.299、1本塁打、9打点、OPS.801を残し、スプリングトレーニング参加選手最多の4三塁打を記録。4月6日のセントルイス・カージナルス戦の5回に代打でメジャーデビュー。ハイメ・ガルシアと対戦し、1打数無安打に終わった。20日のコロラド・ロッキーズ戦ではメジャー初本塁打かつプロ入り後初となるランニング本塁打を記録。4月は主に代打や守備固め要員として起用されたが、5月から先発での起用が増え、5月下旬からスタメンに定着。6月7日のシカゴ・カブス戦では日本人初となる、サヨナラ本塁打を含む1試合2本塁打を記録した。前半戦は77試合の出場で打率.301、5本塁打、OPS.818、11盗塁の成績を残し、日本人選手としてはイチロー以来となる打率3割での折り返しを達成。後半戦当初は無安打が続き、7月は打率.260に終わるが、20試合連続出塁を記録するなど出塁率は.342を記録。8月以降は復調し、9月28日のシンシナティ・レッズ戦では10号本塁打を含むメジャー移籍後初の3長打を記録し、日本人ルーキー史上3人目の2桁本塁打・2桁盗塁を達成。10月2日のサンディエゴ・パドレス戦で日本人ルーキーではイチロー以来となる30盗塁に到達。後半戦は74試合の出場で打率.278、5本塁打、OPS.763、19盗塁を記録。日本人史上8人目の規定打席に到達し、シーズン通算では打率.288、ナ・リーグのルーキー中4位の出塁率.355、同7位タイの10本塁打、同1位の30盗塁などを記録し、新人王の投票では5位であった。1番打者としての出塁率.353はリーグ2位だった。
2013年は開幕から「1番・右翼手」としてスタメン起用され、開幕戦となった4月1日のコロラド・ロッキーズ戦では日本人史上4人目となる開幕戦での本塁打を記録。4月は打率.250に終わるが、5月は14試合でマルチ安打を記録し打率.343と復調する。6月5日のオークランド・アスレチックス戦でNPB/MLB通算1500安打に到達。5月25日のピッツバーグ・パイレーツ戦の第3打席から6月10日のマイアミ・マーリンズ戦の第1打席まで、球団タイ記録となる72打席連続無三振を記録。19日には育休リスト入りし第2子となる長男の誕生に立ち会う。7月8日のレッズ戦でシーズン100安打に到達した。前半戦は88試合の出場で打率.294、4本塁打、出塁率.360、10盗塁の成績を残す。28日のロッキーズ戦でNPB/MLB通算100本塁打に到達。8月10日のシアトル・マリナーズ戦では岩隈久志とMLB移籍後初対戦するが4打数無安打を喫する。9月7日のカブス戦ではヤクルト時代のチームメイトの林昌勇から安打を放ちシーズン150安打に到達。後半戦は66試合の出場で打率.276、4本塁打、出塁率.350、10盗塁を記録し、シーズン通算では最終的に155試合の出場で打率.286、8本塁打、出塁率.356、リーグ11位の20盗塁の成績を残し、三振率5.9パーセントは両リーグで最も少なく、140本の単打はリーグ最多であった。シーズン終了後には全米野球記者協会ミルウォーキー支部の会員投票によりブランドン・キンツラーと共にチームの“unsung hero（縁の下の力持ち）”に選ばれる。10月29日にチームが翌年の契約オプションを行使。

### ロイヤルズ時代

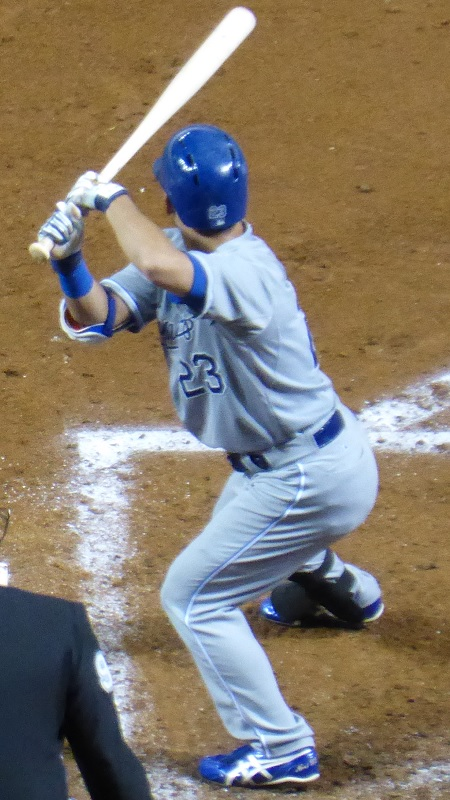
ロイヤルズ時代（2014年9月22日）

2013年12月5日にウィル・スミスとのトレードで、カンザスシティ・ロイヤルズへ移籍した。ロイヤルズでは東京ヤクルト入団時と同じ背番号「23」を着用することが12月10日に決定し、登録名は「Norichika Aoki」から「Nori Aoki」へ変更された。
2014年は開幕から「1番・右翼手」としてスタメン起用される。4月26日のボルチモア・オリオールズ戦ではチェン・ウェインとMLB移籍後初対戦。6月10日のニューヨーク・ヤンキース戦では黒田博樹とMLB移籍後初対戦する。5月下旬から死球による腕や足の痛みに苦しみ、5日のカージナルス戦ではヤディアー・モリーナの投手への返球が頭部に当たることもあった。6月17日のデトロイト・タイガース戦では左脚を痛め途中交代し、21日に軽度の肉離れと診断されてMLB移籍後初の故障者リスト入りする。後半戦から復帰する予定だったが、アレックス・ゴードンの故障に伴い7月11日に復帰する。前半戦は69試合の出場で打率.260、本塁打なし、出塁率.328、7盗塁の成績で折り返す。7月24日のクリーブランド・インディアンス戦ではプロ入り後初の指名打者として出場し、延長14回にサヨナラ安打を記録。8月5日のアリゾナ・ダイヤモンドバックス戦ではロイヤルズ移籍後初本塁打となる満塁本塁打を記録。14日のアスレチックス戦ではNPB/MLB通算500打点を記録。8月24日まではシーズン通算打率.261、出塁率.330を喫し、この月絶好調だったジャロッド・ダイソンの起用に伴い出場のない日もあった。しかし27日のミネソタ・ツインズ戦から9月3日のテキサス・レンジャーズ戦まで6試合連続安打を記録してからは復調。15日にはこの日から3連戦となったシカゴ・ホワイトソックス戦で4安打を記録し、翌日の第2戦でも4安打を記録。さらに翌々日の第3戦でもクリス・セールから3安打を放ち、ジョージ・ブレットが持つ3連戦での球団安打記録を更新。15日からの1週間で14安打、長打3本、打率.636などと活躍して週間MVP受賞が期待されたが、実際の受賞者は先発投手として2勝0敗などを記録したコーリー・クルーバーであった。9月は打率.379と絶好調で、後半戦は61試合の出場で打率.317、1本塁打、出塁率.377、10盗塁の成績を残す。シーズントータルでは、故障の影響もあって打撃面ではメジャー挑戦後最低の成績で、盗塁数も最低の17に留まったが、守備面では初めてDefでプラス（0.2）になった。チームは1勝差で地区優勝には届かなかったがワイルドカードを獲得し、29年ぶりのポストシーズン進出を果たした。
オークランド・アスレチックスとのワイルドカードゲームでポストシーズン初出場。9回に同点犠飛を放ち、チームは延長12回で勝利。ロサンゼルス・エンゼルス・オブ・アナハイムとのアメリカンリーグディビジョンシリーズ(ALDS)第1戦でポストシーズン初安打を記録。第3戦では1985年のフランク・ホワイトとジョージ・ブレットに次ぐ球団史上3人目のポストシーズン全打席出塁を記録し、チームも3連勝でシリーズを突破する。ボルチモア・オリオールズとのアメリカンリーグチャンピオンシップシリーズ(ALCS)も4連勝で突破し、チームのポストシーズン8連勝はメジャー歴代最長記録となった。サンフランシスコ・ジャイアンツとのワールドシリーズでは、第1戦は1-7で敗れチームの連勝が止まる。チームは第2戦で29年ぶりとなるワールドシリーズ初勝利を挙げるが、2試合連続無安打で第3戦から先発を外れ、風邪も発症。第4戦では代打で出場するも併殺打を喫し、第5戦でも先発を外れ守備のみの途中出場に終わる。第6戦で先発に復帰。2打席目でワールドシリーズ初安打となる適時打を放ち、チームも10-0で勝利し3勝3敗となる。第7戦も先発出場するが3打数無安打を喫し、チームも2-3で敗れシーズンを終えた。ポストシーズン通算成績は41打数8安打で打率.195、出塁率.292、OPS.487、特にワールドシリーズでは14打数1安打で打率.071と精彩を欠いた。シーズン終了後にFAとなった。

### ジャイアンツ時代
2015年1月19日に、年俸470万ドル＋出来高の単年契約（翌年の契約は年俸550万ドルの球団オプション）でサンフランシスコ・ジャイアンツと契約を結んだ。背番号は、ロイヤルズ時代と同じ「23」で、ベンチコーチのロン・ウォタスが着用していた背番号を譲ってもらう形となった。開幕から「1番・左翼手」としてスタメン起用され、開幕から9試合連続安打を記録。5月25日から27日のブルワーズ戦では3試合で9安打を記録し、28日のアトランタ・ブレーブス戦まで自己最長となる5戦連続マルチ安打を記録。6月は11日のニューヨーク・メッツ戦まで8試合連続安打を記録し、20日までにリーグ5位の打率.317を記録。オールスターファン投票の中間発表でも外野手部門4位に位置づけるほど好調を維持していたが、20日のロサンゼルス・ドジャース戦で右足に死球を受け右足腓骨を骨折し、21日に故障者リストに登録された。7月21日にAAA級サクラメント・リバーキャッツにリハビリ登録され、その後メジャーに復帰。8月9日、シカゴ・カブス戦でジェイク・アリエータから頭部に死球を受け途中交代。12日のヒューストン・アストロズ戦で復帰したが、4回が終わったところでめまいの症状を訴え、5回の守備からベンチに退いた。7日間の故障者リスト入りを経て20日に復帰したものの、その日から5試合連続で三振を喫するなど調子を落とした。そのまま試合に出続けていたが、打率は頭部死球前の.302から.287にまで急降下した。9月5日、練習前に脳震盪のような症状が再発した為スタメンを外れた。その後、数週間のリハビリが必要と診断され休養。シーズン中の復帰を目指していたが、そのままシーズンを終えた。最終的にMLB挑戦後初めて規定打席に到達出来なかった。11月4日に球団が契約オプションを行使せずFAとなった。

### マリナーズ時代
2015年12月3日にシアトル・マリナーズと1年契約（2017年の相互オプション付き）を結んだ。背番号は8。同チームで岩隈久志とチームメイトとなる。
2016年は開幕から不振に陥り、4月の月間打率が.205と出遅れた。5月は月間.284と持ち直したが、6月は再び不調で、6月24日にAAA級タコマ・レイニアーズへ降格となった。降格までの成績はMLB移籍後ワーストとなる打率.247、OPS.636。特にこれまでのシーズンで得意にしていた対左投手との対戦成績が打率.177と苦しんだ。降格の理由の一つとして、監督のスコット・サーバイスもこの点を指摘している。AAA級では打率.369と結果を残し、約一か月後の7月21日に再昇格。復帰後は主に相手先発が右投手の時に先発起用され、打率.316と好調だったが、直近の対戦投手に左投手が集中するという理由で8月27日に再降格。9月6日に再昇格すると、20試合の出場で打率.379、3本塁打を放つなど復調、チームのポストシーズン争いに貢献した。シーズントータルでは規定打席には届かず、MLB5年間で、打率、出塁率はキャリアワースト。守備面でもレフト、センターの守備でDRS-4、UZR/150-8.0を記録した。走塁面では盗塁成功率.438（7盗塁9盗塁死）に、牽制死も目立ち、守備走塁に精彩を欠いた。

### アストロズ時代

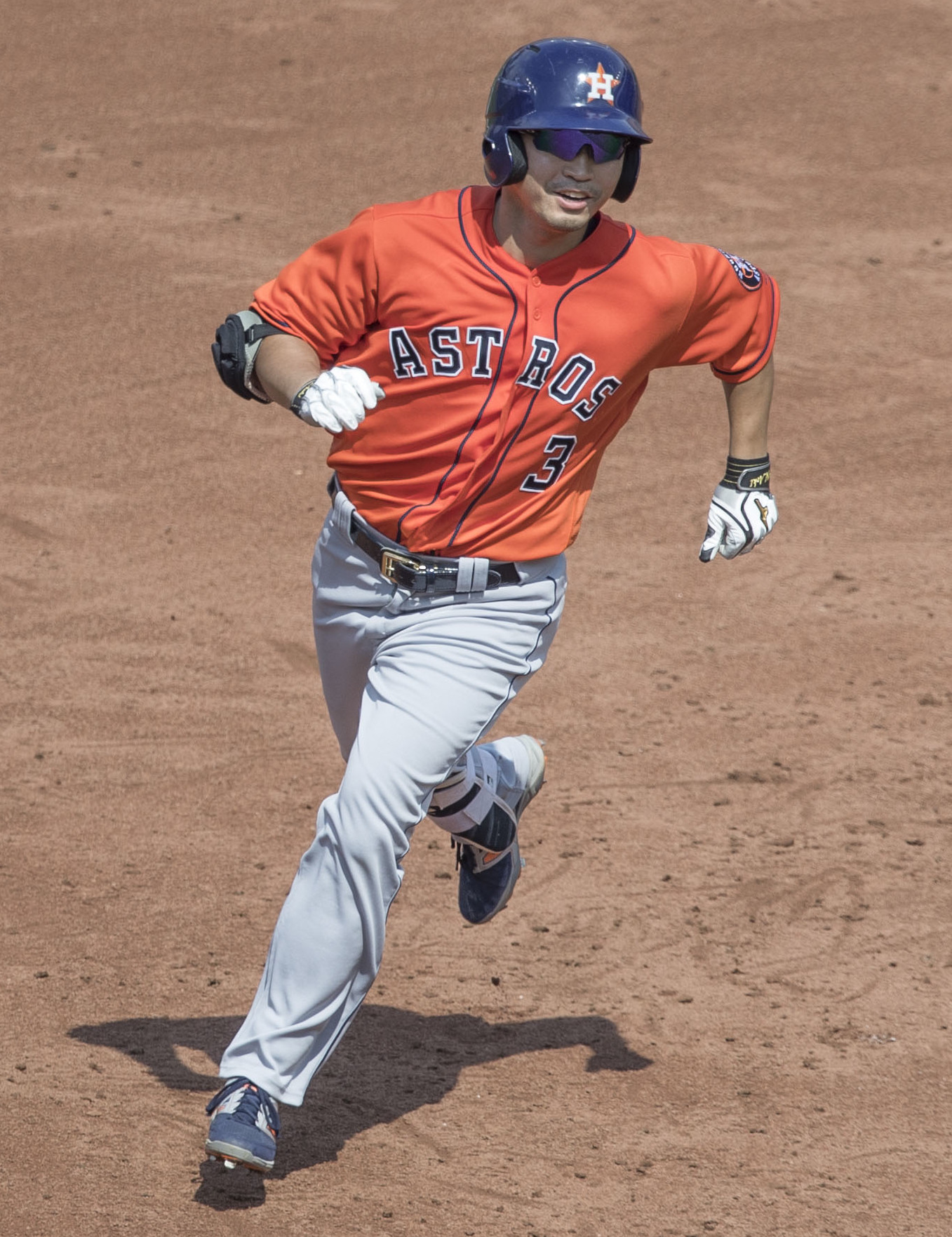
アストロズ時代（2017年）

2016年11月3日にウェイバー公示を経てアストロズへ移籍した。この時点では保有権がマリナーズからアストロズに移っただけであり、青木は年俸調停権を持っているため、2017年の契約は確定していなかった。11月30日にアストロズと1年550万ドルで契約した。背番号は、かつて同チームに所属した松井稼頭央と同じ3。12月21日に第4回WBCの日本代表に選出され、2大会ぶり3度目の選出となり、神宮球場で記者会見を行った。
2017年は6月11日の対ロサンゼルス・エンゼルス戦（ヒューストン・ミニッツメイド・パーク）第3打席の6回無死から左前安打を放ち、日本人選手で史上7人目となる日米通算2000安打を達成した。6月30日の対ヤンキース戦（ヒューストン・ミニッツメイド・パーク）で投手メジャー初登板（NPB時代も含め自身プロ初）。9回の1イニングを投げ、3失点を喫した。日本人野手の登板は2015年のイチロー以来の2人目。

### ブルージェイズ時代
2017年7月31日にフランシスコ・リリアーノとの交換トレードでテオスカー・ヘルナンデスとともにトロント・ブルージェイズに移籍した。背番号はヤクルト、ロイヤルズ、ジャイアンツ時代と同じ23。8月4日の古巣アストロズ戦（ミニッツメイド・パーク）の9回に代打で移籍後初出場し、古巣ファンからスタンディングオベーションで迎えられた。8月6日のアストロズ戦で「8番・左翼手」で先発出場し、7回表の第3打席で第3号本塁打を打ち、移籍後初安打が本塁打となった。移籍後の成績は12試合の出場で打率.281、3本塁打、8打点であったが、8月28日にブレット・アンダーソンをメジャーに昇格させる方針となったため、DFAとなった。翌29日にFAとなった。ブルージェイズに在籍した期間は1か月に満たなかった。

### メッツ時代

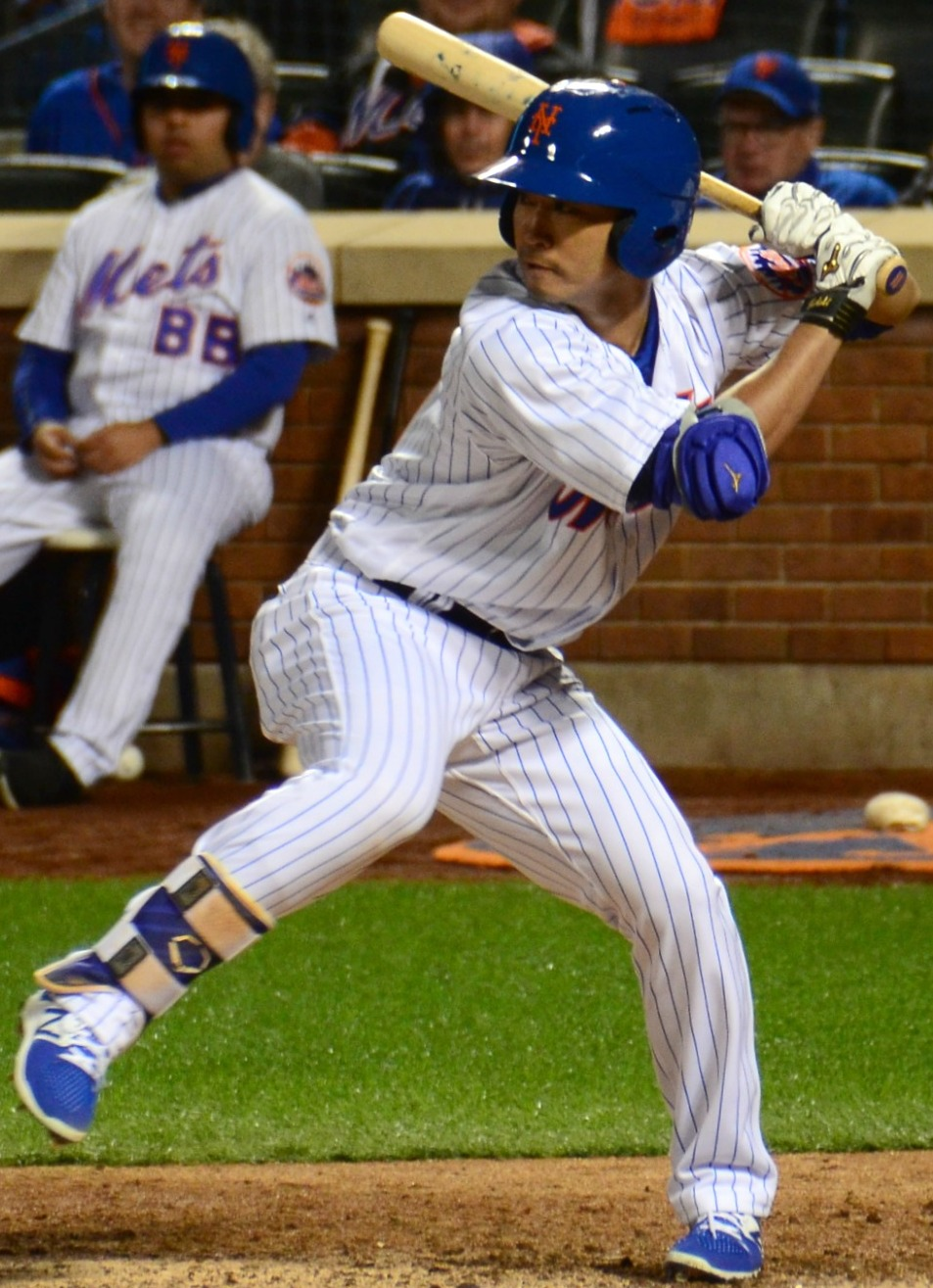
メッツ時代（2017年9月9日）

2017年9月2日にニューヨーク・メッツと契約を結んだ。背番号は11。同日の古巣アストロズ戦で「1番・右翼手」で先発し移籍後初出場、5打数1安打であった。これで所属球団数が7となり野茂英雄とならんで日本人選手最多タイとなった。また、MLBの両リーグ全地区に所属した初めての日本人選手となった。シーズン終了後の10月30日にFAとなった。

### ヤクルト復帰
2018年に入ってもMLB市場の歴史的な停滞の影響で所属球団が決まらず、1月29日に3年総額10億円（推定）でヤクルトへの復帰で基本合意した。2月6日に会見を行い、「この球団を愛している、優勝させることしか考えていない」と述べた。背番号はヤクルト入団から2009年まで背負っていた23。

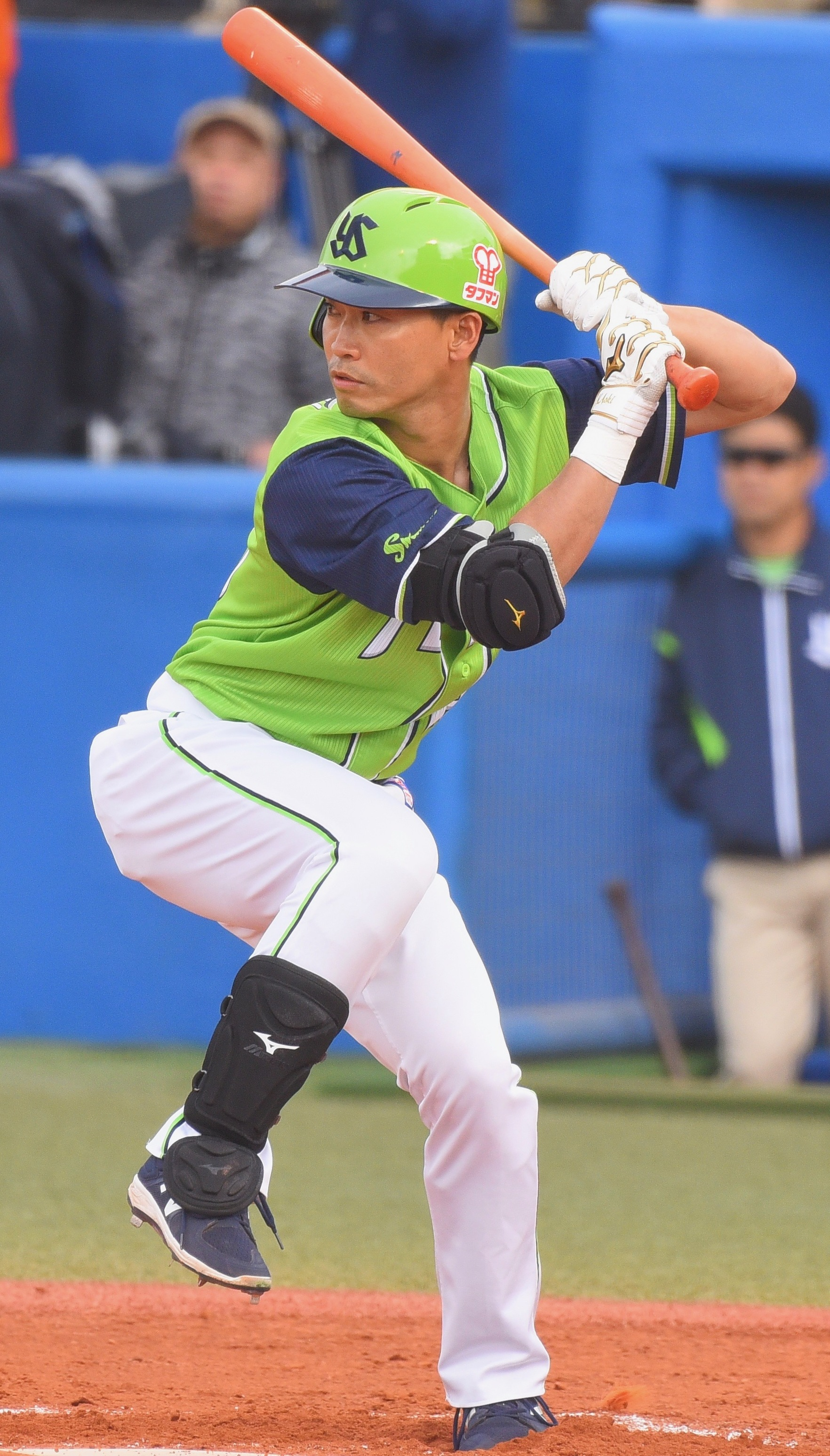
2018年4月7日、明治神宮野球場にて

開幕戦の対DeNA戦（横浜スタジアム）に「4番・中堅手」で先発出場し、1打席目に死球を受けたが、5打席目で日本復帰後初安打初打点を記録。5月3日の対中日戦（明治神宮野球場）の第4打席でNPB通算打率記録の対象となる4000打数に到達。6月14日の対西武戦（メットライフドーム）では1回表に史上9人目の初回先頭打者ランニング本塁打を打ち、36歳5か月での達成は木村勉（近鉄）の35歳8か月を62年ぶりに更新する最年長記録となった。6月19日の対ソフトバンク戦ではハーフスイングを空振りと判定された後に審判に暴言を吐いたとして日本では初めて退場処分を受けた。6月30日の対阪神戦で岩貞祐太から危険球を受けて交代し、その後試合を欠場して様子を見たが脳震盪の症状が発生したため登録抹消された。それでも6月は打率.388、4本塁打、22打点を記録し、小川泰弘とともに月間MVPに選ばれた。精神的支柱としてもチームを牽引する中で開幕当初は打撃のアジャストに苦しみ、4番以外にも1番、3番、5番と様々な打順をこなすなど起用も一定しなかったが、交流戦頃から2番打者に定着すると状態を上げ、坂口智隆・山田哲人・ウラディミール・バレンティン・雄平らと共にリーグ屈指の強力打線を形成した。最終的に打率.327、OPS.884、キャリアハイの67打点を記録し、前年96敗の最下位に沈んだチームの2位への躍進に大きく貢献した。巨人とのクライマックスシリーズファーストステージでは10月2日に左太腿裏を負傷した影響でベンチ入りしたものの出場はなく、チームは連敗を喫し敗退した。
2019年も開幕から主に「2番・中堅手」で出場。4月6日の対中日戦（神宮球場）では延長12回二死の場面で代打出場し、小熊凌祐からサヨナラソロ本塁打を放った。代打での本塁打は自身初で、ヤクルトでのサヨナラ本塁打は2005年8月26日の対横浜戦以来である。4月25日の対巨人戦では菅野智之から青木・山田・バレンティンで3者連続本塁打を記録、1か月後の5月26日対中日戦でも同じ3人で再度3者連続本塁打を記録した。前者は平成最後、後者は令和初の3者連続本塁打となった。5月8日の対阪神戦では岩田稔から単独最多となる通算6度目の危険球を受け、9月1日の対中日戦で史上22人目の通算100死球を記録した。また5月17日の対DeNA戦でNPB通算100本塁打、5月22日の対阪神戦で史上126人目のNPB通算1500安打を達成した。1156試合での1500安打達成は史上最速である。最終的に134試合に出場し、チームトップの打率.297、16本塁打、58打点を記録した。
2020年は新監督である高津臣吾の指名でキャプテンに就任した。バレンティンの移籍に伴い中堅手から左翼手にコンバートされ、開幕戦の6月19日対中日戦（神宮球場）に「3番・左翼手」で出場し、4回に1号本塁打を放った。7月11日の対巨人戦（ほっともっとフィールド）では球団通算8000号本塁打（7999号と8001号も青木が記録した）、9月20日の対広島戦（神宮球場）では初回に中村祐太から濱田太貴・青木・山田で25年ぶりとなる初回先頭打者からの3者連続本塁打を記録するなど、バレンティンの移籍、山田哲人・雄平の不調により長打力不足に陥ったチームを村上宗隆と共に牽引した。最終的に3年連続チームトップの打率.317、リーグ3位の長打率、村上に次ぐリーグ2位の出塁率とOPSを記録。長打率とOPSはキャリアハイの数字であり、これまで以上に強打を見せつけるシーズンとなった。オフに新たに3年契約で推定10億で契約を結んだ。
2021年は開幕4戦目にコロナウイルス陽性と診断された西田明央の濃厚接触者と判定されて2週間離脱。1月の自主トレ期間もコロナウイルス陽性となった村上の濃厚接触者になったこともあり、調整に狂いが生じて復帰後は大不振に陥った。しかし、5月26日の北海道日本ハムファイターズ戦で日本人選手史上4人目となる日米通算2500安打を達成したことを皮切りに、交流戦では好調な打撃を見せて自身の代わりに2番を務めていた中村悠平に代わって2番に戻り、塩見泰隆と共に上位打線を担った。その後は好不調を繰り返したことで序盤の不振を完全に覆すことができずにシーズン打率.258に留まり、不振の影響で通算打率が.319に下がったため、歴代通算打率記録1位の座から陥落した。チームは2015年以来のリーグ優勝を果たしたが、当時はMLBでプレーしていたため、ヤクルト及びNPBにおけるリーグ優勝経験は自身初となった。巨人とのクライマックスシリーズファイナルステージはヤクルト3勝（アドバンテージ1勝を含む）で迎えた第3戦で7回裏に値千金の2点適時打を放ち、試合は引き分けとなったが、規定により、ヤクルトが日本シリーズに進出した。オリックス・バファローズとの日本シリーズでは第2戦にて8回表に適時打を放ち勝利に貢献。ヤクルトが4勝2敗でシリーズを制し、悲願の「ヤクルトでの日本一」を果たした。
2022年も開幕してから、しばらくスタメンを中心に出場し、規定打席にも到達していたものの、5月26日に試合途中で交代すると、そのまま6月1日にコンディション不良で一軍登録を抹消された。6月17日に一軍復帰するも、以降はスタメンを外れる試合が増え、代打での出場が多くなり、最終的には規定打席に到達せず、81試合の出場で打率.248、5本塁打、22打点に終わった。チームは連覇を果たしたが、後半戦が代打出場がメインとなったことや2度の故障、コロナ感染と合わせて3度の登録抹消もあったことから、出場試合数は1年目の2004年を除けばメジャーに所属していた時期を含めて最少だった。
2023年は96試合に出場し、打率.253、3本塁打、19打点を記録。3年契約が完了し、12月1日に2億円減となる推定年俸1億4000万円で契約を更改した。2億円の減俸は球団史上最大と報道されている。
2024年は4月13日の対DeNA戦（横浜）で決勝点となる逆転3点適時二塁打を放つなど随所で勝負強さも見せたが、61試合の出場で打率.192と成績が低迷し8月5日に出場選手登録を抹消された。9月13日、球団を通じて同年限りでの現役引退を発表。同日に引退会見が行われ、終盤にはサプライズで山田哲人と村上宗隆が登壇した。

#### 引退試合

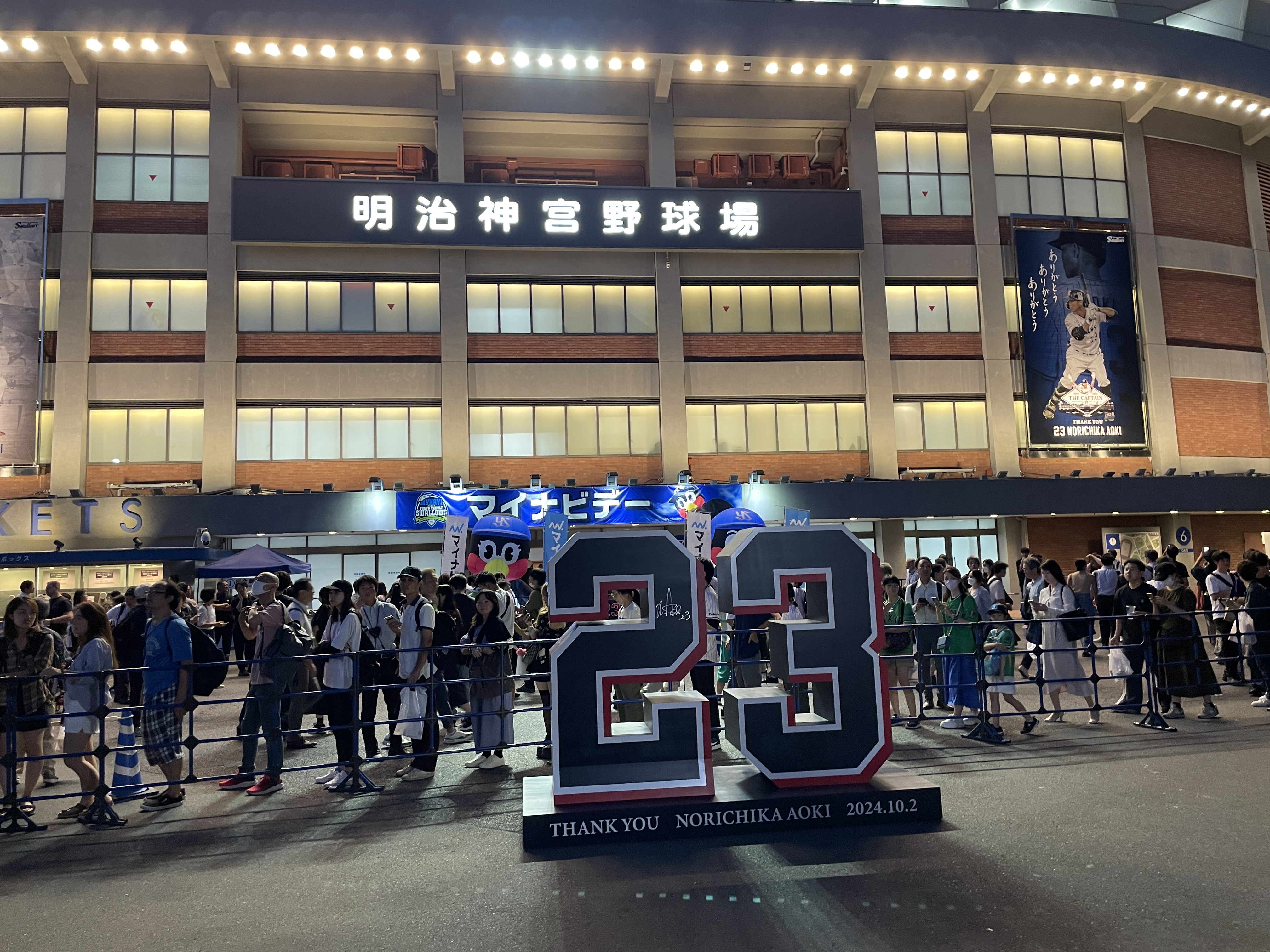
引退試合当日に展示された青木の背番号23のモニュメント（2024年10月2日）

引退試合は10月2日の対広島東洋カープ戦で行われた。始球式では長男が登板し、青木は捕手を務めた。親交の深いTAKUROが国歌演奏を行った。試合には「1番・中堅手」で先発出場。ヤクルト全選手が背番号「23」のユニフォームを着用して試合に臨んだ。
1回裏の第1打席は遊ゴロに倒れる。4番・村上宗隆は青木の登場曲GLAYのHOWEVERで打席に入った。2回裏の第2打席は、左翼への流し打ちで安打を放った。6回裏の第4打席は右翼への二塁打を放った。7回表には長い間苦楽を共にした石川雅規が救援登板し、チェンジ後には熱い抱擁を見せた。試合は5-3でヤクルトが勝利した。試合後には引退セレモニーが行われた。

### 引退後
2024年12月18日、ヤクルトのフロント入りが決まり、2025年1月1日よりGM特別補佐に就任することが発表された。

## 代表経歴
2006年開幕前の3月に開催された第1回ワールド・ベースボール・クラシック(WBC)の日本代表に選出された。同大会では中堅手として6試合に出場して日本の優勝に貢献した。
2008年シーズン途中の8月には宮本慎也と共に北京オリンピックの野球日本代表に選出された。
2009年シーズン開幕前の3月に開催された第2回WBCの日本代表に選出され、2大会連続2度目の選出を果たした。同大会では左翼を本職とする選手がいないチーム事情から、経験の少ない左翼手を中心に出場するも堅実な守備を披露。3番打者として全試合に出場し、37打数12安打・打率.324・7打点の好成績で大会ベストナインに選出された。このWBCの活躍により、3月26日に宮崎県知事の東国原英夫から宮崎県民栄誉賞を授与された。
2017年シーズン開幕前の3月に開催されたWBCに日本人メジャーリーガーで唯一参加。背番号は7。7試合中6試合で3番打者を務めた。

## 選手としての特徴

### 打撃
日本時代、MLBのスカウトからは「MLB以外でプレーしている選手の中で最高の選手。めっきり少なくなった理想的なリードオフマン」「パワー以外の全てを兼ね備える。コンタクト能力に秀でており、2番打者として理想的な選手」と評されていた。
卓越したミート感覚で安打を量産し、2ストライク後の打率は2007年には両リーグ通じて1位、2010年にもリーグ1位を記録。「強く振ること」を心がけ、2006年からは2桁本塁打を記録する長打力も備えた。プロ入り当初は左投手を苦手としていた。また2013年にはシーズン途中時点で三振率の低さで両リーグトップを記録し、ブルワーズ時代に監督を務めていたロン・レニキーから「天賦の才を持っている。あんなに手と目をうまく連動させる選手は、これまで見たことがない」と絶賛された。
打撃フォームは例年マイナーチェンジしており、「打てない時期が続くとき、元に戻せるなら問題は簡単です。なかなかそうはいかないから、逆にフォームをちょっとずつ切り替えていくことで打てない時期を短くできる」と言い、何通りかの打撃フォームを状態によって使い分ける。
死球の多い選手であり、2018年と2021年はシーズン最多死球を記録している。

### 守備・走塁
守備ではジャイアンツ移籍後は第2回WBCでも経験した左翼手として起用されている。ブルワーズ時代とロイヤルズ時代は主に右翼手として起用され、2014年まで右翼手としてDRS13、UZR12.9を記録。外野守備では捕球経路の取り方の不安定さとフェンス際の飛球処理に難があることが指摘されているが、スピードを生かした守備範囲の広さが高く評価されている。ヤクルト時代にはメジャーのスカウトから「肩は20-80段階で45（やや平均未満）。レフトが向いている」と評されるなど肩は特別強いわけではないものの、正確な送球を持ち味としている。一方で、FanGraphsにおけるDef指標では2012年から2017年の合計で-18.0としており、平均以下となっていたものの、UZR/150指標では2012年から2017年の合計で年平均2.5としており、平均以上となっている。
第一次ヤクルト在籍時は中堅手として起用され、2006年から2011年まで6年連続でゴールデン・グラブ賞に選出された。2006年・2007年と2年連続で300刺殺以上を記録（セ・リーグ1位）し、2008年には失策を減らしリーグ1位の守備率.996を記録。2005年から2009年までは簡易RFでリーグトップ3に入っていたが、2010年は右翼方向の打球の処理が悪くUZR-6.3と平均を下回り、失策や記録に残らない雑なプレーを見せることもあった。2009年には監督の高田繁から守備の怠慢さを指摘されており、特に2009年7月30日の対広島戦の中堅守備では東出輝裕の打球を田中浩康が弾き、そのカバーを怠ったことで東出輝裕の二塁進塁を許した（記録は田中の失策）。そのことを外野守備走塁コーチの飯田哲也からも厳しく叱責され、翌日から数試合左翼手の福地寿樹とポジションを入れ替えられたことがあった。また「複数ポジションをこなせるように」との当時の古田敦也監督の方針で2006年に1試合（8月19日）のみ二塁手として起用されたこともある。MLBから復帰した2018年・2019年も主に中堅手として起用されたが、2020年からは先述の通り左翼手にコンバートされ、2020年は失策0の守備率10割、セ・リーグの左翼手トップの補殺数6、UZR15.2を記録し、2011年以来9年ぶりにゴールデン・グラブ賞に選出された。38歳9か月での受賞は2015年の福留孝介（38歳6か月）を抜く外野手最年長記録である。
走塁面ではコンスタントに一塁到達4秒を切り、バント安打時には3.68秒を記録。2006年に盗塁王を獲得している。盗塁成功率はNPB通算7割6分を記録している。MLB移籍後は2014年までの通算7割と成功率が落ち（MLB通算69%）、またロイヤルズ時代は、MLB屈指の俊足として知られるジャロッド・ダイソンの存在もあり、試合終盤には代走を送られることもあった。

## 詳細情報

### 年度別打撃成績
| 年 度     | 球 団     | 試 合 | 打 席 | 打 数 | 得 点 | 安 打 | 二 塁 打 | 三 塁 打 | 本 塁 打 | 塁 打 | 打 点 | 盗 塁 | 盗 塁 死 | 犠 打 | 犠 飛 | 四 球 | 敬 遠 | 死 球 | 三 振 | 併 殺 打 | 打 率 | 出 塁 率 | 長 打 率 | O P S |
| --------- | --------- | ----- | ----- | ----- | ----- | ----- | -------- | -------- | -------- | ----- | ----- | ----- | -------- | ----- | ----- | ----- | ----- | ----- | ----- | -------- | ----- | -------- | -------- | ----- |
| 2004      | ヤクルト  | 10    | 16    | 15    | 1     | 3     | 0        | 0        | 0        | 3     | 0     | 1     | 0        | 0     | 0     | 1     | 0     | 0     | 6     | 0        | .200  | .250     | .200     | .450  |
| 2005      | ヤクルト  | 144   | 649   | 588   | 100   | 202   | 26       | 4        | 3        | 245   | 28    | 29    | 7        | 18    | 1     | 37    | 0     | 5     | 113   | 5        | .344  | .387     | .417     | .803  |
| 2006      | ヤクルト  | 146   | 680   | 599   | 112   | 192   | 26       | 3        | 13       | 263   | 62    | 41    | 12       | 4     | 1     | 68    | 2     | 8     | 78    | 3        | .321  | .396     | .439     | .836  |
| 2007      | ヤクルト  | 143   | 652   | 557   | 114   | 193   | 26       | 2        | 20       | 283   | 58    | 17    | 6        | 4     | 3     | 80    | 15    | 8     | 66    | 4        | .346  | .434     | .508     | .942  |
| 2008      | ヤクルト  | 112   | 500   | 444   | 85    | 154   | 29       | 5        | 14       | 235   | 64    | 31    | 9        | 1     | 3     | 42    | 6     | 10    | 47    | 10       | .347  | .413     | .529     | .942  |
| 2009      | ヤクルト  | 142   | 624   | 531   | 87    | 161   | 23       | 2        | 16       | 236   | 66    | 18    | 10       | 1     | 4     | 75    | 4     | 13    | 65    | 9        | .303  | .400     | .444     | .844  |
| 2010      | ヤクルト  | 144   | 667   | 583   | 92    | 209   | 44       | 1        | 14       | 297   | 63    | 19    | 4        | 0     | 3     | 63    | 7     | 18    | 61    | 10       | .358  | .435     | .509     | .944  |
| 2011      | ヤクルト  | 144   | 643   | 583   | 73    | 170   | 18       | 5        | 4        | 210   | 44    | 8     | 3        | 0     | 0     | 51    | 6     | 9     | 55    | 6        | .292  | .358     | .360     | .718  |
| 2012      | MIL       | 151   | 591   | 520   | 81    | 150   | 37       | 4        | 10       | 225   | 50    | 30    | 8        | 7     | 5     | 43    | 6     | 13    | 53    | 6        | .288  | .355     | .433     | .787  |
| 2013      | MIL       | 155   | 674   | 597   | 80    | 171   | 20       | 3        | 8        | 221   | 37    | 20    | 12       | 8     | 3     | 55    | 1     | 11    | 40    | 9        | .286  | .356     | .370     | .726  |
| 2014      | KC        | 132   | 549   | 491   | 63    | 140   | 22       | 6        | 1        | 177   | 43    | 17    | 8        | 8     | 1     | 43    | 0     | 6     | 49    | 5        | .285  | .349     | .360     | .710  |
| 2015      | SF        | 93    | 392   | 355   | 42    | 102   | 12       | 3        | 5        | 135   | 26    | 14    | 5        | 1     | 0     | 30    | 0     | 6     | 25    | 8        | .287  | .350     | .380     | .733  |
| 2016      | SEA       | 118   | 467   | 417   | 63    | 118   | 24       | 4        | 4        | 162   | 28    | 7     | 9        | 5     | 1     | 34    | 0     | 9     | 45    | 9        | .283  | .349     | .388     | .738  |
| 2017      | HOU       | 71    | 224   | 202   | 28    | 55    | 12       | 1        | 2        | 75    | 19    | 5     | 2        | 1     | 4     | 15    | 1     | 2     | 29    | 11       | .272  | .323     | .371     | .694  |
| 2017      | TOR       | 12    | 34    | 32    | 4     | 9     | 1        | 0        | 3        | 19    | 8     | 0     | 0        | 0     | 1     | 1     | 0     | 0     | 5     | 0        | .281  | .294     | .594     | .888  |
| 2017      | NYM       | 27    | 116   | 102   | 16    | 29    | 7        | 1        | 0        | 38    | 8     | 5     | 0        | 0     | 0     | 13    | 0     | 1     | 10    | 1        | .284  | .371     | .373     | .743  |
| '17計     | NYM       | 110   | 374   | 336   | 48    | 93    | 20       | 2        | 5        | 132   | 35    | 10    | 2        | 1     | 5     | 29    | 1     | 3     | 44    | 12       | .277  | .335     | .393     | .728  |
| 2018      | ヤクルト  | 127   | 567   | 495   | 85    | 162   | 37       | 3        | 10       | 235   | 67    | 3     | 4        | 0     | 2     | 51    | 1     | 19    | 48    | 13       | .327  | .409     | .475     | .884  |
| 2019      | ヤクルト  | 134   | 565   | 489   | 84    | 145   | 19       | 2        | 16       | 216   | 58    | 1     | 2        | 1     | 3     | 61    | 2     | 11    | 72    | 13       | .297  | .385     | .442     | .826  |
| 2020      | ヤクルト  | 107   | 425   | 357   | 64    | 113   | 30       | 1        | 18       | 199   | 51    | 2     | 1        | 0     | 1     | 62    | 2     | 5     | 51    | 6        | .317  | .424     | .557     | .981  |
| 2021      | ヤクルト  | 122   | 501   | 446   | 57    | 115   | 29       | 0        | 9        | 171   | 56    | 0     | 0        | 0     | 2     | 43    | 1     | 10    | 44    | 10       | .258  | .335     | .383     | .719  |
| 2022      | ヤクルト  | 81    | 256   | 222   | 27    | 55    | 8        | 1        | 5        | 80    | 22    | 3     | 1        | 0     | 3     | 28    | 0     | 3     | 28    | 7        | .248  | .336     | .360     | .696  |
| 2023      | ヤクルト  | 96    | 264   | 217   | 25    | 55    | 8        | 0        | 3        | 72    | 19    | 2     | 0        | 0     | 4     | 39    | 0     | 4     | 28    | 11       | .253  | .371     | .332     | .703  |
| 2024      | ヤクルト  | 72    | 129   | 118   | 9     | 27    | 5        | 0        | 0        | 32    | 9     | 2     | 0        | 0     | 1     | 10    | 2     | 0     | 17    | 7        | .229  | .287     | .271     | .558  |
| NPB：15年 | NPB：15年 | 1724  | 7138  | 6244  | 1015  | 1956  | 328      | 29       | 145      | 2777  | 667   | 177   | 59       | 29    | 31    | 711   | 48    | 123   | 779   | 114      | .313  | .392     | .445     | .837  |
| MLB：6年  | MLB：6年  | 759   | 3044  | 2716  | 377   | 774   | 135      | 22       | 33       | 1052  | 219   | 98    | 44       | 30    | 15    | 234   | 3     | 48    | 258   | 49       | .285  | .350     | .387     | .738  |

- 各年度の太字はリーグ最高

### MLBポストシーズン打撃成績
| 年 度     | 球 団     | 試 合 | 打 席 | 打 数 | 得 点 | 安 打 | 二 塁 打 | 三 塁 打 | 本 塁 打 | 塁 打 | 打 点 | 盗 塁 | 盗 塁 死 | 犠 打 | 犠 飛 | 四 球 | 敬 遠 | 死 球 | 三 振 | 併 殺 打 | 打 率 | 出 塁 率 | 長 打 率 | O P S |
| --------- | --------- | ----- | ----- | ----- | ----- | ----- | -------- | -------- | -------- | ----- | ----- | ----- | -------- | ----- | ----- | ----- | ----- | ----- | ----- | -------- | ----- | -------- | -------- | ----- |
| 2014      | KC        | 14    | 48    | 41    | 7     | 8     | 0        | 0        | 0        | 7     | 3     | 1     | 0        | 0     | 1     | 5     | 0     | 1     | 3     | 2        | .195  | .292     | .195     | .487  |
| 出場：1回 | 出場：1回 | 14    | 48    | 41    | 7     | 8     | 0        | 0        | 0        | 7     | 3     | 1     | 0        | 0     | 1     | 5     | 0     | 1     | 3     | 2        | .195  | .292     | .195     | .487  |

### WBCでの打撃成績
| 年 度 | 代 表 | 試 合 | 打 席 | 打 数 | 得 点 | 安 打 | 二 塁 打 | 三 塁 打 | 本 塁 打 | 塁 打 | 打 点 | 盗 塁 | 盗 塁 死 | 犠 打 | 犠 飛 | 四 球 | 敬 遠 | 死 球 | 三 振 | 併 殺 打 | 打 率 | 出 塁 率 | 長 打 率 | O P S |
| ----- | ----- | ----- | ----- | ----- | ----- | ----- | -------- | -------- | -------- | ----- | ----- | ----- | -------- | ----- | ----- | ----- | ----- | ----- | ----- | -------- | ----- | -------- | -------- | ----- |
| 2006  | 日本  | 6     | 7     | 5     | 1     | 1     | 0        | 0        | 0        | 1     | 0     | 0     | 0        | 0     | 0     | 0     | 0     | 0     | 0     | 0        | .200  | .333     | .100     | .433  |
| 2009  | 日本  | 9     | 43    | 37    | 4     | 12    | 1        | 0        | 0        | 13    | 7     | 1     | 1        | 1     | 1     | 4     | 2     | 0     | 4     | 0        | .324  | .381     | .351     | .732  |
| 2017  | 日本  | 6     | 29    | 22    | 5     | 4     | 3        | 0        | 0        | 7     | 2     | 0     | 0        | 0     | 0     | 6     | 2     | 1     | 3     | 1        | .182  | .379     | .318     | .697  |

### オリンピックでの打撃成績
| 年 度 | 代 表 | 試 合 | 打 席 | 打 数 | 得 点 | 安 打 | 二 塁 打 | 三 塁 打 | 本 塁 打 | 塁 打 | 打 点 | 盗 塁 | 盗 塁 死 | 犠 打 | 犠 飛 | 四 球 | 敬 遠 | 死 球 | 三 振 | 併 殺 打 | 打 率 | 出 塁 率 | 長 打 率 | O P S |
| ----- | ----- | ----- | ----- | ----- | ----- | ----- | -------- | -------- | -------- | ----- | ----- | ----- | -------- | ----- | ----- | ----- | ----- | ----- | ----- | -------- | ----- | -------- | -------- | ----- |
| 2008  | 日本  | 9     | 39    | 34    | 5     | 10    | 1        | 0        | 1        | 14    | 7     | 1     | 0        | 0     | 1     | 3     | 0     | 1     | 5     | 1        | .294  | .359     | .412     | .771  |

### 年度別守備成績
| 年 度     | 球 団     | 左翼 (LF) | 左翼 (LF) | 左翼 (LF) | 左翼 (LF) | 左翼 (LF) | 左翼 (LF) | 中堅 (CF) | 中堅 (CF) | 中堅 (CF) | 中堅 (CF) | 中堅 (CF) | 中堅 (CF) | 右翼 (RF) | 右翼 (RF) | 右翼 (RF) | 右翼 (RF) | 右翼 (RF) | 右翼 (RF) | 外野 (OF) | 外野 (OF) | 外野 (OF) | 外野 (OF) | 外野 (OF) | 外野 (OF) |
| 年 度     | 球 団     | 試 合     | 刺 殺     | 補 殺     | 失 策     | 併 殺     | 守 備 率  | 試 合     | 刺 殺     | 補 殺     | 失 策     | 併 殺     | 守 備 率  | 試 合     | 刺 殺     | 補 殺     | 失 策     | 併 殺     | 守 備 率  | 試 合     | 刺 殺     | 補 殺     | 失 策     | 併 殺     | 守 備 率  |
| --------- | --------- | --------- | --------- | --------- | --------- | --------- | --------- | --------- | --------- | --------- | --------- | --------- | --------- | --------- | --------- | --------- | --------- | --------- | --------- | --------- | --------- | --------- | --------- | --------- | --------- |
| 2004      | ヤクルト  | -         | -         | -         | -         | -         | -         | -         | -         | -         | -         | -         | -         | -         | -         | -         | -         | -         | -         | 7         | 6         | 0         | 0         | 0         | 1.000     |
| 2005      | ヤクルト  | -         | -         | -         | -         | -         | -         | -         | -         | -         | -         | -         | -         | -         | -         | -         | -         | -         | -         | 144       | 320       | 3         | 1         | 1         | .997      |
| 2006      | ヤクルト  | -         | -         | -         | -         | -         | -         | -         | -         | -         | -         | -         | -         | -         | -         | -         | -         | -         | -         | 146       | 306       | 9         | 5         | 5         | .984      |
| 2007      | ヤクルト  | -         | -         | -         | -         | -         | -         | -         | -         | -         | -         | -         | -         | -         | -         | -         | -         | -         | -         | 143       | 265       | 6         | 1         | 2         | .996      |
| 2008      | ヤクルト  | -         | -         | -         | -         | -         | -         | -         | -         | -         | -         | -         | -         | -         | -         | -         | -         | -         | -         | 112       | 229       | 7         | 1         | 2         | .996      |
| 2009      | ヤクルト  | -         | -         | -         | -         | -         | -         | -         | -         | -         | -         | -         | -         | -         | -         | -         | -         | -         | -         | 141       | 300       | 9         | 3         | 2         | .990      |
| 2010      | ヤクルト  | -         | -         | -         | -         | -         | -         | -         | -         | -         | -         | -         | -         | -         | -         | -         | -         | -         | -         | 144       | 300       | 5         | 3         | 2         | .990      |
| 2011      | ヤクルト  | -         | -         | -         | -         | -         | -         | -         | -         | -         | -         | -         | -         | -         | -         | -         | -         | -         | -         | 144       | 321       | 8         | 3         | 2         | .991      |
| 2012      | MIL       | 13        | 14        | 0         | 0         | 0         | 1.000     | 19        | 22        | 1         | 1         | 0         | .958      | 107       | 195       | 7         | 2         | 2         | .990      | 133       | 231       | 8         | 3         | 2         | .988      |
| 2013      | MIL       | -         | -         | -         | -         | -         | -         | 2         | 1         | 0         | 0         | 0         | 1.000     | 149       | 289       | 9         | 3         | 0         | .990      | 149       | 290       | 9         | 3         | 0         | .990      |
| 2014      | KC        | 5         | 3         | 0         | 0         | 0         | 1.000     | -         | -         | -         | -         | -         | -         | 119       | 209       | 5         | 2         | 1         | .991      | 124       | 212       | 5         | 2         | 1         | .991      |
| 2015      | SF        | 86        | 135       | 4         | 0         | 0         | 1.000     | -         | -         | -         | -         | -         | -         | 2         | 1         | 0         | 0         | 0         | 1.000     | 87        | 136       | 4         | 0         | 0         | 1.000     |
| 2016      | SEA       | 99        | 160       | 4         | 0         | 2         | 1.000     | 15        | 28        | 1         | 1         | 0         | .967      | -         | -         | -         | -         | -         | -         | 113       | 188       | 5         | 1         | 2         | .995      |
| 2017      | HOU       | 56        | 62        | 6         | 0         | 1         | 1.000     | -         | -         | -         | -         | -         | -         | 16        | 16        | 0         | 0         | 0         | 1.000     | 67        | 77        | 6         | 0         | 1         | 1.000     |
| 2017      | TOR       | 3         | 5         | 1         | 0         | 0         | 1.000     | 1         | 1         | 0         | 0         | 0         | 1.000     | 8         | 3         | 0         | 0         | 0         | 1.000     | 10        | 9         | 1         | 0         | 0         | 1.000     |
| 2017      | NYM       | 5         | 8         | 0         | 0         | 0         | 1.000     | 1         | 0         | 0         | 0         | 0         | 1.000     | 23        | 37        | 0         | 1         | 0         | .974      | 27        | 47        | 0         | 1         | 0         | .979      |
| '17計     | NYM       | 64        | 75        | 7         | 0         | 1         | 1.000     | 2         | 3         | 0         | 0         | 0         | 1.000     | 47        | 55        | 0         | 1         | 0         | .982      | 104       | 133       | 7         | 1         | 1         | .993      |
| 2018      | ヤクルト  | -         | -         | -         | -         | -         | -         | -         | -         | -         | -         | -         | -         | -         | -         | -         | -         | -         | -         | 127       | 204       | 4         | 4         | 2         | .981      |
| 2019      | ヤクルト  | -         | -         | -         | -         | -         | -         | -         | -         | -         | -         | -         | -         | -         | -         | -         | -         | -         | -         | 128       | 234       | 6         | 2         | 0         | .992      |
| 2020      | ヤクルト  | -         | -         | -         | -         | -         | -         | -         | -         | -         | -         | -         | -         | -         | -         | -         | -         | -         | -         | 99        | 190       | 6         | 0         | 3         | 1.000     |
| 2021      | ヤクルト  | -         | -         | -         | -         | -         | -         | -         | -         | -         | -         | -         | -         | -         | -         | -         | -         | -         | -         | 119       | 194       | 9         | 5         | 1         | .976      |
| 2022      | ヤクルト  | -         | -         | -         | -         | -         | -         | -         | -         | -         | -         | -         | -         | -         | -         | -         | -         | -         | -         | 62        | 94        | 2         | 1         | 0         | .990      |
| 2023      | ヤクルト  | -         | -         | -         | -         | -         | -         | -         | -         | -         | -         | -         | -         | -         | -         | -         | -         | -         | -         | 56        | 75        | 1         | 0         | 0         | 1.000     |
| 2024      | ヤクルト  | -         | -         | -         | -         | -         | -         | -         | -         | -         | -         | -         | -         | -         | -         | -         | -         | -         | -         | 24        | 16        | 0         | 1         | 0         | .941      |
| NPB：15年 | NPB：15年 | -         | -         | -         | -         | -         | -         | -         | -         | -         | -         | -         | -         | -         | -         | -         | -         | -         | -         | 1589      | 3048      | 75        | 30        | 22        | .990      |
| MLB：6年  | MLB：6年  | 267       | 387       | 15        | 0         | 3         | 1.000     | 38        | 54        | 2         | 2         | 0         | .966      | 424       | 749       | 21        | 8         | 3         | .990      | 706       | 1190      | 38        | 10        | 6         | .992      |

- 上記の他に、2006年に二塁手として出場1・補殺1、2017年に投手として出場1・守備機会なしを記録している。
- 太字年はゴールデングラブ賞獲得
- 各年度の太字はリーグ最高

### 年度別投手成績
| 年 度     | 球 団     | 登 板 | 先 発 | 完 投 | 完 封 | 無 四 球 | 勝 利 | 敗 戦 | セ 丨 ブ | ホ 丨 ル ド | 勝 率 | 打 者 | 投 球 回 | 被 安 打 | 被 本 塁 打 | 与 四 球 | 敬 遠 | 与 死 球 | 奪 三 振 | 暴 投 | ボ 丨 ク | 失 点 | 自 責 点 | 防 御 率 | W H I P |
| --------- | --------- | ----- | ----- | ----- | ----- | -------- | ----- | ----- | -------- | ----------- | ----- | ----- | -------- | -------- | ----------- | -------- | ----- | -------- | -------- | ----- | -------- | ----- | -------- | -------- | ------- |
| 2017      | HOU       | 1     | 0     | 0     | 0     | 0        | 0     | 0     | 0        | 0           | ----  | 6     | 1.0      | 1        | 0           | 2        | 0     | 0        | 0        | 0     | 0        | 3     | 3        | 27.00    | 3.00    |
| 通算：1年 | 通算：1年 | 1     | 0     | 0     | 0     | 0        | 0     | 0     | 0        | 0           | ----  | 6     | 1.0      | 1        | 0           | 2        | 0     | 0        | 0        | 0     | 0        | 3     | 3        | 27.00    | 3.00    |

### タイトル
NPB
- 首位打者：3回（2005年、2007年、2010年）
- 盗塁王：1回（2006年）
- 最高出塁率：2回（2007年、2009年）
- 最多安打：2回（2005年、2006年）

### 表彰
NPB
- 新人王（2005年） ※首位打者との同時受賞は他に金城龍彦のみ
- ベストナイン：7回（外野手部門：2005年 - 2011年）
- ゴールデングラブ賞：7回（外野手部門：2006年 - 2011年、2020年）
- 月間MVP：4回（打者部門：2005年8月[191]、2007年4月[192]、2010年9月[193]、2018年6月[194]）
- ゴールデン・ルーキー賞（2005年）
- 優秀JCB・MEP賞：1回（2005年）
- スカパー! サヨナラ賞：1回（2019年3・4月[195]）
- オールスターゲームMVP：2回（2006年第1戦[196]、2009年第1戦[197]）
- オールスターゲーム・ベストプレー賞：1回（2010年第2戦）
- フレッシュオールスターゲームMVP：1回（2004年）
- セ・リーグ連盟特別表彰：1回（会長特別賞：2005年） ※シーズン202安打のセ・リーグ新記録

その他
- WBCベストナイン：1回（外野手部門：2009年）
- 日向市民栄誉賞（2008年） ※黒木知宏と共に同賞の受賞第1号
- 宮崎県県民栄誉賞（2009年）[198]

### 記録

#### NPB
初記録
- 初出場：2004年7月17日、対読売ジャイアンツ15回戦（東京ドーム）、8回表に石井弘寿の代打として出場
- 初打席：同上、8回表に中村隼人から遊撃ゴロ
- 初先発出場：2004年10月6日、対阪神タイガース27回戦（明治神宮野球場）、「1番・中堅手」で先発出場
- 初安打：同上、8回裏に安藤優也から中前安打
- 初盗塁：同上、8回裏に二盗（投手：安藤優也、捕手：矢野輝弘）
- 初得点：2004年10月16日、対横浜ベイスターズ28回戦（横浜スタジアム）、8回表に四球で出塁し、次打者の真中満の安打に続き、その次の土橋勝征の安打で生還
- 初打点：2005年4月5日、対中日ドラゴンズ2回戦（明治神宮野球場）、5回裏に朝倉健太から右翼適時二塁打
- 初本塁打：2005年4月6日、対中日ドラゴンズ3回戦（明治神宮野球場）、1回裏に落合英二から中越ソロ

節目の記録
- 1000安打：2010年7月4日、対中日ドラゴンズ11回戦（秋田県立野球場）、6回裏に平井正史から左翼二塁打 ※史上258人目、770試合目での達成はセ・リーグ歴代最速
- 1000試合出場：2018年4月17日、対広島東洋カープ4回戦（呉市二河野球場）、「4番・中堅手」で先発出場 ※史上489人目
- 100本塁打：2019年5月17日、対横浜DeNAベイスターズ7回戦（明治神宮野球場）、4回裏に今永昇太から左越ソロ ※史上292人目
- 1500安打：2019年5月22日、対阪神タイガース11回戦（阪神甲子園球場）、7回表に藤川球児から左前安打 ※史上126人目、1156試合目での達成は最速[199]
- 100死球：2019年9月1日、対中日ドラゴンズ23回戦（ナゴヤドーム）、1回表に大野雄大から ※史上22人目
- 300二塁打：2021年8月21日、対広島東洋カープ14回戦（MAZDA Zoom-Zoom スタジアム広島）、8回表にカイル・バードから右翼線2点適時二塁打 ※史上74人目
- 1500試合出場：2022年4月30日、対横浜DeNAベイスターズ6回戦（明治神宮野球場）、「2番・左翼手」で先発出場 ※史上201人目[200]
- 1000得点：2023年7月28日、対横浜DeNAベイスターズ13回戦（明治神宮野球場）、6回裏に東克樹から右越3ラン ※史上46人目、41歳6か月での達成は史上2番目の年長記録[201]

通算記録
- 出塁率.403（史上4位、現役選手中1位）※2020年度シーズン終了時点

その他の記録
- シーズン200安打以上：2回（2005年、2010年）
- シーズン最多単打：169単打（2005年） ※NPB記録
- シーズン同一球場最多安打：107安打（神宮球場、2007年） ※NPB記録
- 外野手レンジファクター (RF/G) 1位：3回（2005年：2.24、2006年：2.16、2008年：2.11）[202]
- オールスターゲーム出場：8回（2005年、2006年、2007年、2008年、2009年、2010年、2011年、2018年）

#### MLB
初記録
- 初出場：2012年4月6日、対セントルイス・カージナルス戦（ミラー・パーク）、5回裏にマルコ・エストラーダの代打として出場
- 初打席：同上、5回裏にジェイミー・ガルシアの前に空振り三振
- 初安打：2012年4月8日、対セントルイス・カージナルス戦（ミラー・パーク）、8回裏にティム・ディラード（英語版）の代打として出場、ミッチェル・ボッグスから左前安打
- 初登板：2017年6月30日、対ニューヨーク・ヤンキース戦（ミニッツメイド・パーク）、9回表に6番手として救援登板、1回3失点

#### NPB/MLB通算
節目の記録
- 2000安打：2017年6月11日、対ロサンゼルス・エンゼルス戦（ミニッツメイド・パーク）、6回裏にホセ・アルバレスから左前安打 ※日本人史上7人目
- 2500安打：2021年5月26日、対北海道日本ハムファイターズ2回戦（明治神宮野球場）、1回裏に加藤貴之から右前安打 ※日本人史上4人目[203]

### 背番号
- 23（2004年 - 2009年、2014年 - 2015年、2017年8月1日 - 同年8月29日、2018年[109] - 2024年、2006WBC、2008五輪、2009WBC）
- 1（2010年 - 2011年）
- 7（2012年 - 2013年、2017WBC）
- 8（2016年）
- 3（2017年 - 同年7月30日）
- 11（2017年9月2日 - 同年終了）

### 登場曲
- 「Top of the World」 Zeebra（2007年）
- 「Carmina Burana Remix Classic-Mix(FAST ver.)」（2008 - 2010年）
- 「Numb/Encore」Linkin Park（2008 - 2010年）
- 「Hit That」The Offspring（2009年）
- 「Are yu ready」MINMI（2009 - 2011年、引退試合第1打席）
- 「シャナナ☆」MINMI（2011年）
- 「流転」TAKURO（2017年）
- 「AOKI JINGLE TYPE 2 AOKI UP」TAKURO（2018年、引退試合第2打席）
- 「HOWEVER」GLAY（2019年、引退試合第3打席）
- 「BELOVED」GLAY（2020 - 2022年、2024年、引退試合第4打席）
- 「SOUL LOVE」GLAY（2023年）

### 代表歴
- 2006 ワールド・ベースボール・クラシック日本代表
- 2008年北京オリンピック野球日本代表
- 2009 ワールド・ベースボール・クラシック日本代表
- 2017 ワールド・ベースボール・クラシック日本代表